# Pakkhi Hegde
Pour les articles homonymes, voir Hegde.
Pakkhi Hegde est une actrice indienne de Bombay qui est principalement active dans les feuilletons hindi, les films bhojpuri et marathi.

## Carrière
Pakkhi Hegde a commencé sa carrière d'actrice avec un rôle principal dans un feuilleton quotidien sur Doordarshan nommé Main Banungi Miss India.
Elle a ensuite été à l'affiche avec Manoj Tiwari dans Bhaiya Hamar Dayavaan, Paramveer Parsuram et Ganga Jamuna Saraswati. Pakkhi Hegde a également travaillé avec Pawan Singh dans Pyar Mohabbat Zindabaad et Devar Bhabhi,.
Elle a travaillé avec l'acteur de Bollywood, Amitabh Bachchan dans le film Ganga Devi. Elle a joué le protagoniste féminin dans le film marathi Sat Na Gat (en), avec Sayaji Shinde (en) et Mahesh Manjrekar . Elle a également réalisé un film en toulou, Bangarda Kural (en) .
Elle a deux filles Aashna Hedge et Khushi Hegde et vit à Bombay avec sa famille.

## Filmographie
| Année | Film                                 | Langue      |
| ----- | ------------------------------------ | ----------- |
| 2006  | Ek Aur Shapat                        | Bhojpuri    |
| 2007  | Kaise Kahi Ki Tohara Se Pyar Ho Gail | Bhojpuri    |
| 2008  | Nirahua Rikshawala                   | Bhojpuri    |
| 2008  | Pariwar                              | Bhojpuri    |
| 2008  | Khiladi No. 1                        | Bhojpuri    |
| 2009  | Nirahua Ke Prem Ke Rog Bhail         | Bhojpuri    |
| 2009  | Ghayal Khiladi                       | Bhojpuri    |
| 2009  | Pratigya                             | Bhojpuri    |
| 2010  | Nirahua No. 1                        | Bhojpuri    |
| 2010  | Shiva                                | Bhojpuri    |
| 2010  | Saat Saheliyan (en)                  | Bhojpuri    |
| 2010  | Aaj Ke Karan Arjun                   | Bhojpuri    |
| 2010  | Dil                                  | Bhojpuri    |
| 2010  | Hamara Mati Me Dum Ba                | Bhojpuri    |
| 2011  | Mai Nagin Tu Nagina                  | Bhojpuri    |
| 2011  | Dushmani                             | Bhojpuri    |
| 2011  | Nirahua Chalal Sasural               | Bhojpuri    |
| 2011  | Nirahua Mail                         | Bhojpuri    |
| 2012  | Ganga Jamuna Saraswati               | Bhojpuri    |
| 2012  | Deewana                              | Bhojpuri    |
| 2012  | Aakhari Rasta                        | Bhojpuri    |
| 2012  | Daag                                 | Bhojpuri    |
| 2012  | Khoon Pasina                         | Bhojpuri    |
| 2012  | Bhaiya Hamar Dayavaan                | Bhojpuri    |
| 2012  | Ganga Devi                           | Bhojpuri    |
| 2012  | Bangarda Kural (en)                  | Tulu cinema |
| 2013  | Aakhari Balwan                       | Bhojpuri    |
| 2013  | Sat Na Gat                           | Marathi     |
| 2013  | Pawan Purvaiya                       | Bhojpuri    |
| 2013  | Paramveer Parsuram                   | Bhojpuri    |
| 2013  | Hunter wali                          | Bhojpuri    |
| 2014  | Lofer                                | Bhojpuri    |
| 2014  | Mawali                               | Bhojpuri    |
| 2014  | Khoon Bhari Hamar Mang               | Bhojpuri    |
| 2014  | Laheriya Luta Ae Raja                | Bhojpuri    |
| 2014  | Aaulad                               | Bhojpuri    |
| 2014  | Maine Dil Tujhko Diya                | Bhojpuri    |
| 2014  | Pyar Mohabbat Zindabaad              | Bhojpuri    |
| 2014  | Devar Bhabhi                         | Bhojpuri    |
| 2014  | Jaani Dushman                        | Bhojpuri    |
| 2014  | Nirahua Hindustani (en)              | Bhojpuri    |
| 2014  | Devra Bhail Deewana (en)             | Bhojpuri    |
| 2014  | A Balma Bihar Wala 2                 | Bhojpuri    |
| 2014  | Gulabi                               | Marathi     |
| 2015  | Dushmani                             | Bhojpuri    |
| 2015  | Gola Barood                          | Bhojpuri    |
| 2015  | Muqabala                             | Bhojpuri    |
| 2015  | Kudesan (en)                         | Punjabi     |
| 2015  | Kala Sach - The Black Truth          | Hindi       |
| 2016  | Neti Vijethalu                       | Telugu      |
| 2016  | Rani Dilbar Jani                     | Bhojpuri    |
| 2016  | Balma Bihar wala 2                   | Bhojpuri    |
| 2017  | Aakhari Faisala                      | Bhojpuri    |
| 2017  | Pawan Raja                           | Bhojpuri    |
| 2019  | Vivah                                | Bhojpuri    |

## Récompenses
- Red FM Tulu Film Award 2014 - Meilleure actrice pour Bangarda Kural [7]
- Tulu Cinemotsava Awards 2015 - Meilleure actrice pour Bangarda Kural